# Bruce W. Johnston
Bruce W. Johnston est un avocat qui a été admis au Barreau du Québec en 1993. 
Il a obtenu sa licence en droit civil (B.C.L.) et sa licence en droit (LL.B.) à l'Université McGill en 1992. Il est également titulaire d'un baccalauréat en histoire de l'Université McGill. Il a co-fondé le cabinet Trudel Johnston & Lespérance lequel est spécialisé en actions collectives et en recours d'intérêt public.  Il est marié à l'écosociologue Laure Waridel.

## Biographie
En avril 2000, il a fait l'objet d'un reportage dans le magazine L'Actualité faisant état de plusieurs poursuites que son associé Philippe Trudel et lui avaient entreprises, dont une action collective contre les compagnies de tabac. Cette poursuite, la plus importante action collective de l'histoire au Canada, s'est soldée en 2015 par un jugement historique du Juge Brian Riordan de la Cour supérieure du Québec condamnant les trois grandes compagnies de tabac à payer 15 milliards de dollars aux victimes. À la suite de ce jugement, Johnston a déclaré « Ce jugement lance un message fort qu’aucune industrie n’est au-dessus des lois. Le temps où l’on tolérait qu’une entreprise choisisse impunément ses profits aux dépens de la santé de ses clients est révolu. Il s’agit d’une grande victoire pour la santé publique et pour l’imputabilité ». 
En 2019 un jugement unanime de cinq juges de la Cour d'appel du Québec a confirmé le jugement du juge Riordan.
Il a également agi pour défendre le droit à l'avortement gratuit au Québec, obtenant un jugement en 2006 condamnant le Gouvernement du Québec à rembourser 13 millions de dollars aux femmes ayant eu à payer pour recevoir un avortement en clinique privée.
En 2010, il a représenté les victimes d'un massacre perpétré par les forces armées de la République démocratique du Congo avec la complicité de la compagnie minière canadienne Anvil Mining. Avec son associé Philippe Trudel, il s'est rendu en RDC pour rencontrer les victimes survivantes.  Il a déclaré à La Presse  "Nous avons vu les fosses communes. Nous avons parlé à des gens qui ont été amenés à ces fosses dans les camions d'Anvil Mining pour être tués, mais qui ont été blessés et laissés pour morts. Un dossier pareil, c'est rare dans une carrière d'avocat".
De même, il a représenté avec succès un groupe de personnes ayant glissé sur des trottoirs de Montréal non-entretenus pendant une tempête de verglas, obtenant un condamnation de la ville de Montréal ainsi que du Syndicat des cols bleus, le syndicat ayant également été condamné à payer des dommages punitifs de 2 millions de dollars.
Il représente l'Association des jeunes victimes de l'église contre le diocèse de Chicoutimi en lien avec les abus perpétrés par le prêtre Paul-André Harvey.  Dans un reportage du 5th Estate, il est cité à l'effet que « l'absence d'imputabilité ... nuit à la confiance des citoyens dans la primauté du droit ».
En 2018, il a représenté pro bono l'organisme Environnement Jeunesse dans une action collective contre le gouvernement canadien lui reprochant son défaut d'établir des cibles de réduction de gaz à effet de serre conformes à la science et aux obligations internationales du Canada.
Il représente Clara Wasserstein et Yochonon Lowen qui ont fait l'objet d'un documentaire d'Émilie Dubreuil intitulé Je veux savoir. Wasserstein et Lowen ont quitté la communauté juive hassidique Tash de Boisbriand et ont poursuivi le gouvernement du Québec pour faire cesser sa tolérance des écoles illégales et assurer le droit à l’instruction publique (et laïque) pour tous les enfants de leur communauté.
Il représente Les Courageuses, un organisme mis sur pied pour représenter les victimes de Gilbert Rozon, le fondateur de Juste pour Rire.  La porte-parole des Courageuses est l'actrice Patricia Tulasne.  Devant la Cour d'appel du Québec, Johnston a déclaré « Ici, le lien entre chaque cas, c'est qu'il s'agit du même agresseur. C'est évident que ça va aider de savoir si [Rozon] est un prédateur sexuel ».
En septembre 2019, son cabinet a fermé ses portes pour permettre à ses employés de participer à la grande marche pour le climat. Il a déclaré au Montreal Gazette : « Mais je pense qu'il est important de faire passer le message qu'il ne s'agit pas d'un simple cas de business as usual. Tout le monde dans notre cabinet y tient beaucoup ».
En janvier 2019, il a représenté l'ONG Mining Watch qui est intervenue devant la cour suprême dans le dossier Nevsun Ressources v. Araya. Il a plaidé que « Ni les pays en développement ni les entreprises canadiennes ne devraient avoir à choisir entre le développement économique et le respect des droits de l'homme fondamentaux", [...] Cela ne devrait pas être un choix ; cela ne devrait jamais être sur la table ».  
En février 2021, il a agi bénévolement pour la Clinique juridique itinérante pour forcer le gouvernement du Québec à exempter les sans-abri du couvre feu imposé en lien avec la Covid.  Il a déclaré : « Le fait que des gens parmi les plus vulnérables de notre société puissent avoir gain de cause contre le gouvernement, et aussi rapidement, témoigne qu’on vit dans un État de droit et que les tribunaux ont un rôle à jouer pour que les droits fondamentaux soient respectés ».